# 장갑

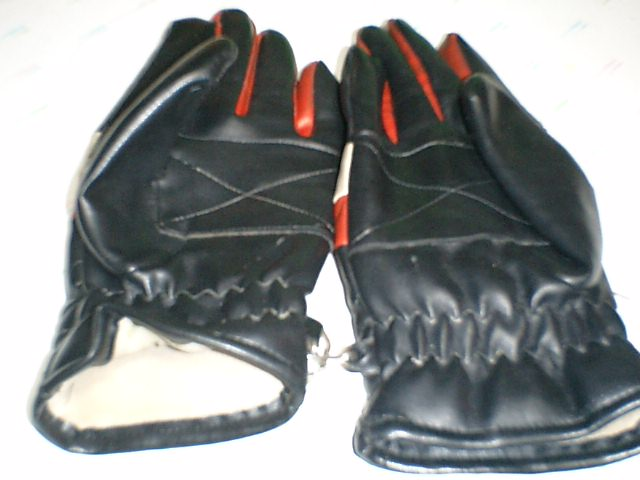
장갑

장갑(掌匣/掌甲)은 손을 보호하기 위해서, 또는 추위를 막기위해 끼는 것이다.

## 역사
장갑은 고대 그리스 시대부터 등장한다.

## 장갑의 종류
- 의료용 장갑
  - 수술 장갑: 의사와 간호사들이 수술이나 치료등을 할 때 착용하는 장갑
- 비행용 장갑
- 소방용 장갑
- 원예용 장갑
- 군사용 장갑
- 공업용 장갑
- 오븐용 장갑
- 오토바이용 장갑
- 터치스크린 장갑
- 야구 장갑(야구 글러브)
- 당구 장갑
- 스케이트 장갑
- 스키 장갑
- 골프 장갑
- 축구 장갑
- 미식축구 장갑
- 펜싱 장갑
- 역도 장갑
- 크리켓 장갑
- 스쿠버 다이빙 장갑
- 수중 하키 장갑
- 복싱 장갑
- 패션 장갑
- 하비 장갑: 1890년대 초반에 개발된 강철 장갑의 한 종류
- 크루프 장갑: 19세기말 직전에 개발된 주력함 건조에 사용되는 강철 장갑의 한  유형
- 이브닝 장갑: 여성 정장용 긴 장갑
- 밋턴: 손가락 구멍이 없는 장갑

## 같이 보기
- 골든 글러브 (권투)
- 고무장갑
- 수술 장갑